# Wąbrzeźno
Wąbrzeźno là một thị trấn thuộc huyện Wąbrzeski, tỉnh Kujawsko-Pomorskie ở trung-bắc Ba Lan. Thị trấn có diện tích 9 km². Đến ngày 1 tháng 1 năm 2011, dân số của thị trấn là 13877 người và mật độ 1627 người/km².